# IRobot Create
iRobot Create — робот, разработанный компанией iRobot на базе платформы робота-пылесоса Roomba. Представлен в 2007 году. Create предназначен для разработчиков роботов, позволяет программировать поведение робота. В отличие от Roomba, который также (в образцах, изготовленных после октября 2005 г.) имел средства программирования поведения, Create разработан специально для данных задач и имеет более широкие возможности.
Одним из отличий от робота Roomba является замена вакуумного оборудования (применяемого Roomba для осуществления уборки) на специальный отсек для полезной нагрузки, снабженный 25-контактным разъёмом, используемым для связи с устанавливаемым в отсек оборудованием путём передачи цифровых или аналоговых сигналов. Create поддерживает протокол iRobot Roomba Open Interface.

## Подключаемые устройства
Для Create поставляются практически все дополнительные аксессуары, разработанные компанией iRobot для своих домашних роботов. Также дополнительно поставляется «командный модуль» включающий микроконтроллер с интерфейсом USB и четырьмя дополнительными разъёмами с интерфейсом DE-9.
Робот Create может управляться внешним компьютером, что позволяет преодолеть проблемы связанные с ограниченной вычислительной мощностью и ограниченным объёмом памяти встроенного вычислителя «командного модуля». Для этих целей часто используются миниатюрные компьютеры Gumstix.

## Применение
Малые размеры и низкая стоимость сделали робота Create популярным среди разработчиков роботов, робот использован во многих проектах связанных с организацией взаимодействия роботов. Так, например, в Брауновском университете (США) Create используется как основная платформа при изучении курса «автономной робототехники» (англ. «Autonomous Robotics»). Также Create (в частичной сборке) принимал участие в ежегодных соревнованиях Botball в 2007—2009 годах.
Среда моделирования и управления роботами Microsoft Robotics Developer Studio поддерживает модель робота Create. Также модель робота поддерживается кросс-платформенной открытой программной платформой URBI.

## Галерея

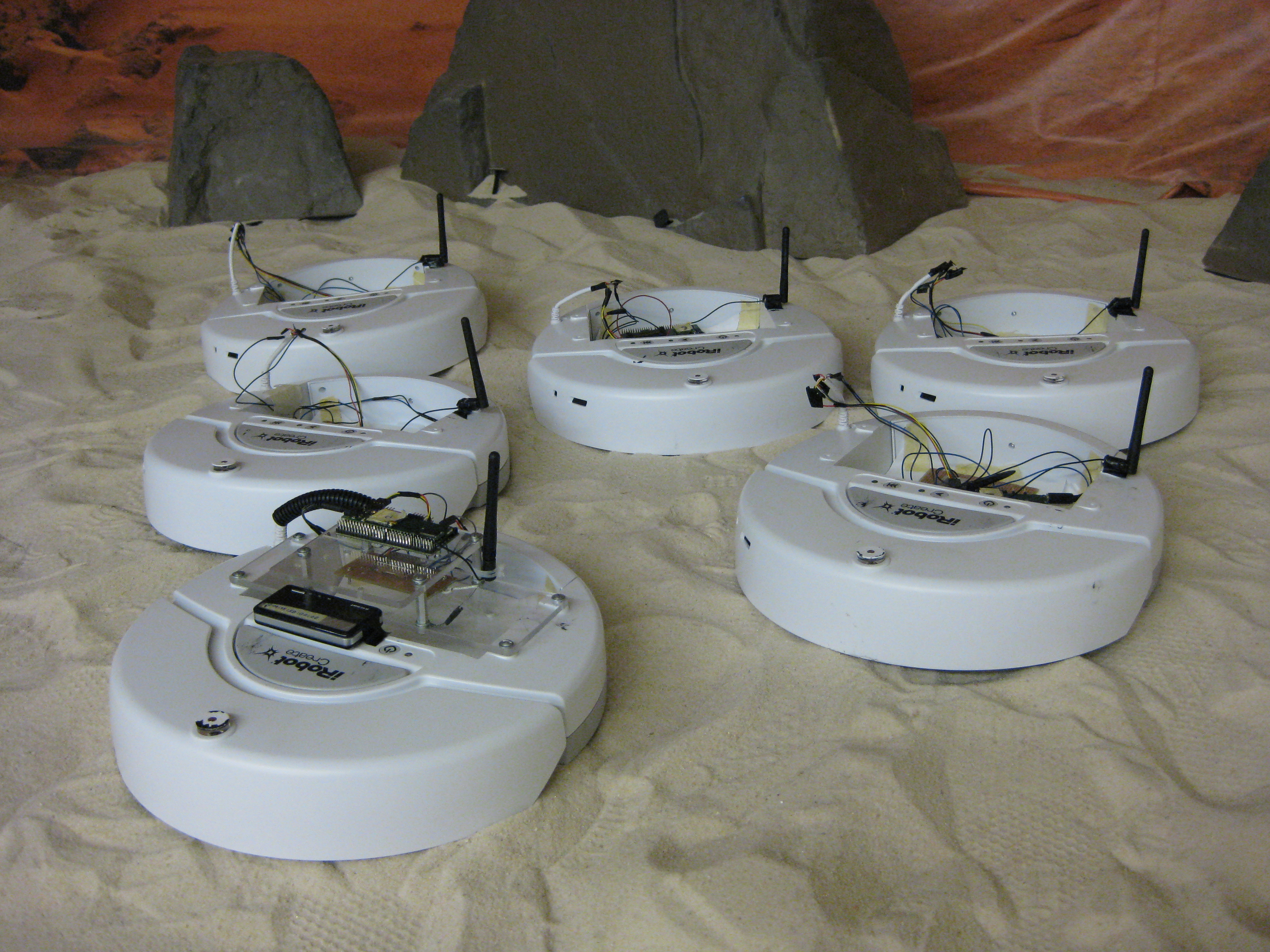
Группа роботов Create в Технологическом институте Джорджии. Каждый робот оборудован компьютером Gumstix и модулем Bluetooth GPS
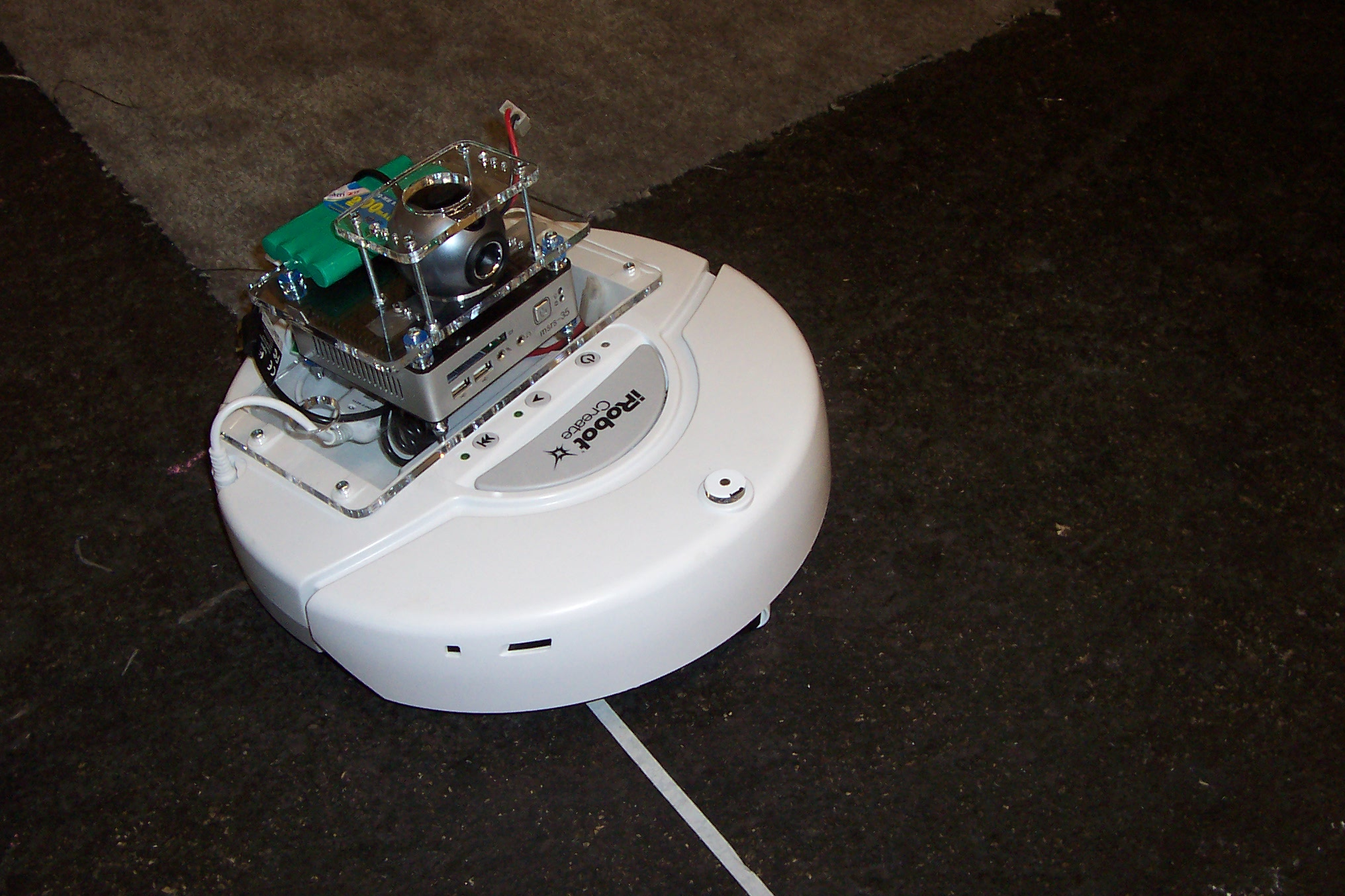
Create с установленной камерой и микрокомпьютером.